# Cathédrale Saint-Pierre d'Adélaïde
Pour les articles homonymes, voir Cathédrale Saint-Pierre.
La cathédrale Saint-Pierre (en anglais : St Peter's Cathedral) est une cathédrale anglicane et le principal sanctuaire de la capitale de l'État de l'Australie-Méridionale. Elle est située sur une parcelle de terrain de 4 000 m2 jouxtant la King William Road, l'une des principales artères de l'agglomération.

## Historique
L'édification d'une cathédrale à Adélaïde est projetée dès 1848, sous l'impulsion du premier évêque anglican de la ville, Augustus Short. Les plans en sont réalisés par l'architecte William Butterfield.

Plus de 20 ans plus tard, lorsque les travaux débutent, celui-ci décide pourtant de se retirer, mécontent de certaines décisions imposées par les autorités ecclésiastiques, telle l'utilisation de grès local pour l'érection du sanctuaire. 

L'architecte Edward John Woods lui succède.
la première pierre de l'édifice est posée au cours d'une cérémonie solennelle le 29 juin 1869, jour de la fête de Saint-Pierre. 

Une première tranche de travaux voit l'édification du chœur, lequel est consacré en 1876. 

Les travaux s'étalent jusqu'en 1901 pour le gros-œuvre, cependant la cathédrale n'est officiellement ouverte au culte que trois ans plus tard, en 1904.

En 1901, seule la façade et quelques chapelles latérales sont encore en chantier. 
L'année suivante, en 1902, les tours jumelles qui encadrent la façade principale sont achevées. 

En 1904 enfin, la dernière pierre de la chapelle Notre-Dame est posée.

## Architecture

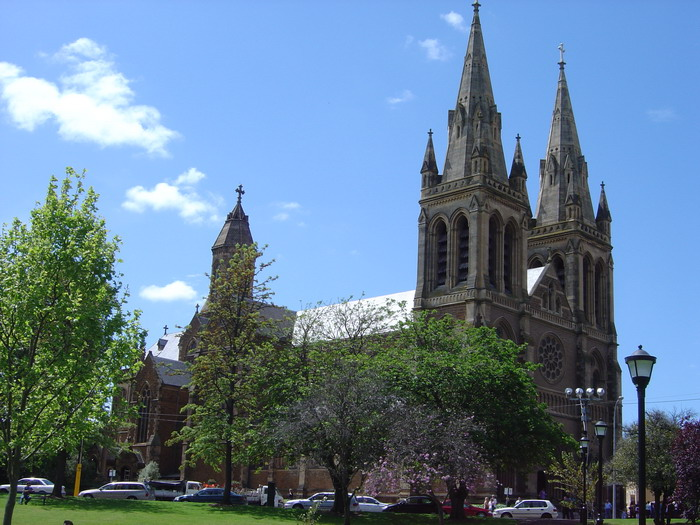
La cathédrale vue depuis King William road

Le sanctuaire est caractéristique du style néo-gothique alors au goût du jour. La longueur totale du vaisseau est de 60 mètres, pour une largeur de 9 mètres dans la nef. La façade principale s'inspire largement de la cathédrale Notre-Dame de Paris. La rosace qui s'y inscrit est ornée de vitraux relatant l'histoire de l'Australie-Méridionale, ainsi que des scènes bibliques.

Deux tours jumelles massives encadrent la façade. Elles sont couronnées de flèches polygonales bordées de pinacles, et sont un ajout de l'architecte Edward John Woods.
La cathédrale s'inscrit dans une série de jardins et de complexes sportifs, dont un terrain de cricket. Le projet de « Green cathedral » doit permettre la rénovation de ces infrastructures dans les prochaines années.